# Alachadzi
Alachadzi (abch. Alachadzy) – wieś w Gruzji (Abchazji), w regionie Gagra. W 2011 roku liczyła 2876 mieszkańców.